# Estadio Municipal Manuel Eloy Molina Robles
El Estadio Municipal Manuel Eloy Molina Robles, llamado anteriormente Estadio Municipal de Huanta, está ubicado en la ciudad, distrito y provincia de Huanta, departamento de Ayacucho a 2691 m s. n. m.. Este recinto deportivo tiene una capacidad de aforo de 7 mil 500 espectadores y posee dos tribunas (occidente y oriente). Es la sede alterna de Ayacucho FC.

## Historia
Fue construido en 1974 en un terreno de la familia Jáuregui e inaugurado al año siguiente.

### Centro clandestino de detención
En 2007 se comprobó que durante los primeros meses del año 1984, cientos de pobladores huantinos fueron objeto de tortura, desaparición y ejecución extrajudicial en el Estadio Municipal de Huanta durante el conflicto armado interno por parte del Comando Conjunto de las Fuerzas Armadas del Perú, principalmente por miembros de la Marina de Guerra del Perú, quienes usaron dicho recinto como cuartel general.

### Remodelación
El Estadio Municipal de Huanta fue remodelado en abril de 2010 y se le cambió el nombre al de Estadio Municipal Manuel Eloy Molina Robles, por el exalcalde de Huanta Manuel Eloy Molina Robles. Actualmente también posee pista atlética, camerinos para jugadores y árbitros, lozas multiusos, campo de tenis y una cabina de transmisión para radio y televisión. Ese mismo año fue sede alterna del Ayacucho Fútbol Club, en ese entonces Inti Gas, en dos partidos de Primera División ante CNI y Sporting Cristal. Similar sucedió en los años posteriores. 
En las temporadas 2018 y 2025 llegó a ser la sede principal de los Zorros debido remodelaciones del Estadio Ciudad de Cumaná.